# Ditlev Tamm
Ditlev Tamm (født 7. marts 1946) København er en dansk forfatter, cand.mag., dr.jur. et dr.phil., og tidligere professor i retshistorie ved Københavns Universitet.
Tamm er søn af højesteretsdommer Henrik Tamm. I 1977 blev Tamm dr.jur. på en afhandling om Anders Sandøe Ørsted, professor året efter. I 1984 blev Tamm dr.phil. i på disputatsen Retsopgøret efter besættelsen, som blev indleveret ved Odense Universitet. I år 2000 blev Tamm dr.jur. honoris causa (æresdoktor) ved Helsinki Universitet.
Ditlev Tamm er desuden forfatter af bl.a.
- (1976): Fra Lovkyndighed til Retsvidenskab. Studier over betydningen af fremmed ret for Anders Sandøe Ørsteds privatretlige forfatterskab
- (1980): Anders Sandøe Ørsted 1778-1978. Foredrag i anledning af 200-året for Anders Sandøe Ørsteds fødsel
- (1983): Danske og Norske Lov i 300 år – Festskriftet er udgivet i anledning af 300året for udstedelsen af Christian V’s Danske Lov. Redigeret af Ditlev Tamm. Jurist- og Økonomforbundets Forlag. ISBN 87-574-3290-2
- (1992): Retsvidenskaben i Danmark – en historisk oversigt, Jurist- og Økonomiforbundets Forlag. ISBN 87-574-5073-0
- (1996): Konseilspræsidenten – Jacob Brønnum Scavenius Estrup – 1825-1913. Gyldendal. ISBN 87-00-24506-2 om J.B.S. Estrup
- (1998): Europæisk retshistorie, Jurist- og Økonomiforbundets Forlag. ISBN 87-574-1832-2 (tilgængelig på jura.ku.dk/jurabog)
- (1999): Det høje C – en bog om Det Konservative Folkeparti 1965-1998. Gyldendal. ISBN 87-00-29288-5
- (2005): August Bournonville – 1805-1879. Gyldendal. ISBN 87-02-04137-5 om balletmester August Bournonville
- (2005): Retshistorie – Danmark, Europa, globale perspektiver. 2. udgave. Jurist- og Økonomforbundets Forlag. ISBN 87-574-1264-2; første udgave (2002) er tilgængelig på jura.ku.dk/jurabog
- (2009): Dansk retshistorie og vestlig forfatningsudvikling – studieudgave. Jurist- og Økonomforbundets Forlag. ISBN 9788757420821 (skrevet sammen med Helle Vogt)
- (2013): Henrik Stampe – enevældens menneskelige ansigt. Jurist- og Økonomforbundets Forlag. ISBN 9788757412642 (skrevet sammen med Morten Kjær)
- (2016): Juraens 100 bedste historier – rettens kulturhistorie fra middelalderen til i dag. Gyldendal. ISBN 978-87-02-20095-9
- (2020): Romerret og anden antik ret. Djøf Forlag. ISBN 9788757446791
- (2022): Rettens rødder – hvordan lov og ret har skabt Danmark. Djøf Forlag. ISBN 9788757451030

Ditlev Tamm er
- æresmedlem af Juridisk Diskussionsklub
- medlem af Det Kongelige Danske Videnskabernes Selskab[4] siden 30. maj 1990
- medlem af Det kongelige danske Selskab for Fædrelandets Historie

I 2004 blev han Ridder af 1. grad af Dannebrog.
Ved siden af sin forsknings- og forfattervirksomhed er Ditlev Tamm en flittig samfundsdebattør. Ditlev Tamm er erklæret konservativ og er blevet kaldt "produktiv, åbenmundet og en vidtfavnende livsnyder". Tamm offentliggjorde i en sen alder at han er crossdresser, dvs. at han også går i dametøj.